# Kakasos templom (Kolozsvár)
A kolozsváriak Kakasos templom néven ismerik a Monostori úton elhelyezkedő, nemzeti szecessziós stílusban épült Felsővárosi református templomot. A romániai műemlékek  jegyzékében a CJ-II-m-B-07427 sorszámon szerepel.
A templom helyén a 19. század elejéig puszta telkek voltak. A gróf Nemes család Népkert néven a telek egy részét megnyitotta a nagyközönségnek. Az 1840-es években szabadtéri színházi előadásokat is tartottak itt. 1903-ban a Nemes-kert nagyobbik részét a református egyház vette meg. A tervezéssel Spáda János helyi építőmestert bízták meg, akinek a tervét a presbitérium 1908. május 22-én elfogadta, azzal a megkötéssel, hogy a tervből törölni kell mindent, ami a kálvinista egyszerűséggel nem fér össze, csökkentve ezáltal az építési költségeket is. A módosított tervet és költségvetést a presbitérium 1910. június 8-án fogadták el, de elbukott a felsőbb hatóság előtt. Közben a parochiális tanács kifogást emelt a terv stílusával kapcsolatban, ezért átadták bírálatra és módosításra Kós Károlynak. Kós Károly tervét 1913. február 11-én a presbitérium egyhangú határozattal elfogadta, az építéssel Spáda Jánost bízták meg. Az építkezést 1913. június 1-jén kezdték el, az elkészült templomot 1914. március 22-én szentelték fel. Az építkezés mintegy 100 000 koronába került.
A templom alaprajza hasonlít a román stílusú bazilikákhoz. A templom belsejét kalotaszegi motívumok díszítik: a mennyezete festett kazettás. A kazetták tervezője Muhits Sándor iparművészeti tanár, a festőjük Szántó Gergely volt. A templom déli oldalán levő torony csúcsán kakas van; innen ered a templom neve.